# شکفته
شِکُفتِه نامی دخترانه است که ریشه در زبان فارسی دارد. این نام در زبان‌های دیگر مانند زبان هندی به صورت شگوفته (به انگلیسی: Shagufta) (به انگلیسی: Shegufta) و در زبان که در زبان دری به صورت شگوفه (به انگلیسی: Shegufa) تلفظ می‌شود. معنای این نام «شکوفایی» و «شکفتن» است.